# Liste der Kulturdenkmäler in Rückershausen (Neukirchen)
Die folgende Liste enthält die in der Denkmaltopographie ausgewiesenen Kulturdenkmäler auf dem Gebiet des Ortsteils Rückershausen der  Stadt Neukirchen, Schwalm-Eder-Kreis, Hessen.
Hinweis: Die Reihenfolge der Denkmäler in dieser Liste orientiert sich an der Anschrift, alternativ ist sie auch nach der Bezeichnung oder der Bauzeit sortierbar.
Kulturdenkmäler werden fortlaufend im Denkmalverzeichnis des Landes Hessen durch das Landesamt für Denkmalpflege Hessen auf Basis des Hessischen Denkmalschutzgesetzes (HDSchG) geführt. Die Schutzwürdigkeit eines Kulturdenkmals hängt nicht von der Eintragung in das Denkmalverzeichnis des Landes Hessen oder der Veröffentlichung in der Denkmaltopographie ab.

| Bild                                       | Bezeichnung                                            | Lage                                                     | Beschreibung | Bauzeit                                 | Daten |
| ------------------------------------------ | ------------------------------------------------------ | -------------------------------------------------------- | --- | --------------------------------------- | ----- |
| Bild gesucht BW                            | Hofanlage Freiherr-vom-Stein-Straße 1                  | Freiherr-vom-Stein-Straße 1 LageFlur: 2, Flurstück: 10/1 | | 1842                                    |       |
| Bild gesucht BW                            | Haupthaus einer Hofanlage Freiherr-vom-Stein-Straße 11 | Freiherr-vom-Stein-Straße 11 LageFlur: 2, Flurstück: 4   | | 1920                                    |       |
| Bild gesucht BW                            | Haupthaus einer Hofanlage Freiherr-vom-Stein-Straße 17 | Freiherr-vom-Stein-Straße 17 LageFlur: 2, Flurstück: 40  | | 1913/14                                 |       |
| Hofanlage Kirchring 2                      | Hofanlage Kirchring 2                                  | Kirchring 2 LageFlur: 2, Flurstück: 29                   | | Spätes 18. Jahrhundert                  |       |
| Evangelische Filialkirche                  | Evangelische Filialkirche                              | Kirchring 4 LageFlur: 2, Flurstück: 19                   | Kleiner, im Kern mittelalterlicher, Sallbau. Das Kirchenschiff im 17. Jahrhundert und 1816 erneuert. 1961 wurde im Chorsockel ein interessanter Zyklus von Wandmalereien in secco-Technik entdeckt, mit sieben Szenen aus dem Leben Christi (1569?). Zwei silbervergoldete Kelche, 15. Jahrhundert und 1548. | Spätes 14. Jahrhundert; Schiff von 1816 |       |
| Erntennenhaus Kirchring 6                  | Erntennenhaus Kirchring 6                              | Kirchring 6 LageFlur: 2, Flurstück: 18                   | | 1879                                    |       |
| Bild gesucht BW                            | Wohnwirtschaftsgebäude Kirchring 19                    | Kirchring 19 LageFlur: 2, Flurstück: 24                  | | 1894                                    |       |
| Wohnhaus einer Hofanlage Zum Heckersberg 5 | Wohnhaus einer Hofanlage Zum Heckersberg 5             | Zum Heckersberg 5 LageFlur: 2, Flurstück: 27             | | 1911                                    |       |
| Bild gesucht BW                            | Ernhaus Zum roten Baum 1                               | Zum roten Baum 1 LageFlur: 6, Flurstück: 32/1            | | 1832                                    |       |